# Pegomya simpliciforceps
Pegomya simpliciforceps är en tvåvingeart som beskrevs av Li och Deng 1983. Pegomya simpliciforceps ingår i släktet Pegomya och familjen blomsterflugor. Inga underarter finns listade i Catalogue of Life.